# Кон-Тикси-Виракоча
Вирако́ча (кечуа Wiraqucha, исп. Huiracocha или Viracocha), Кон-Ти́кси-Вирако́ча (кечуа Kon-Tiqsi-Wiraqucha) — божество, которое в религии и мифологии многих доколумбовых народов Андского региона являлось сотворителем мира. За исключением инков, которые почитали его отдельно, у многих народов Виракоча отождествлялся с творцом мира Пача Камаком и встречался с двойным именем Пача Камак-Виракоча.

## Имя
Объяснение имени Виракоча одно из наиболее противоречивых у исследователей, часто оно встречается в сочетании с другими словами.
Так, например, историк Фернандо де Монтесинос приводит полную форму:
- Illatici Huira Cocha, что можно перевести как «Великолепное (Сияющее) Основание и Бездна — Хранилище всех вещей», подразумевая Закон или Космос, управляющий движениями светил и всего сущего[1].

Или простая форма (по Хуану де Бетансосу):
- Виракоча — то есть Бог[2].

## Мифология
В мифологии инков Виракоча является создателем цивилизации и одним из главных божеств. В одной из легенд говорится, что Виракоча вместе со своей женой Мама-Коча (мать-море) родил сына Инти (солнце) и дочь Мама Килью (луну). В этой легенде Виракоча убивает почти всех людей, живущих вокруг озера Титикака огромным потопом под названием Уну-Пачакути (водная перемена эпох). Выжить он позволил только двум людям, которым суждено принести миру цивилизацию. Согласно другой легенде, Виракоча создал восемь первых цивилизованных людей.
Большое количество мифов народов юнки, мочика, кечуа и инка, в том числе и о Виракоче собрал священник Франсиско де Авила в своём докладе «Боги и люди Варочири» (1608 г.)

## Монотеистические тенденции
Есть основания говорить о монотеистических тенденциях в религии народов Анд, о складывающейся тенденции считать всех богов ипостасями Виракочи-Пача Камака. Известно несколько явно монотеистических гимнов Виракоче, приписываемых Пачакутеку Юпанки.
Пример одного из таких гимнов:

О Создатель, корень всего,

Виракоча, конец всего,

Повелитель в сияющей одежде,

Зарождающий жизнь и все приводящий в порядок,

Говоря: «Да будет мужчина! Да будет женщина!»

Создатель, творец,

Ты дал жизнь всем —

Храни их,

Пусть живут они в процветании и счастье,

В безопасности и мире.

Где ты?

Снаружи? Внутри?

Над этим миром в облаках?

Под этим миром в тенях?

Услышь меня!

Ответь мне!

Прими слова мои к сердцу!

Бесконечные века

Дай мне жить,

Сожми меня в руках,

Держи меня в ладонях,

Получи это подношение,

Где бы ты ни был, мой Повелитель,

Мой Виракоча.
Оригинальный текст (кечуа)A tiqsi Wiraqucha

qaylla Wiraqucha

tukapu aknupu Wiraquchan

kamaq, churaq

"Qhari kachun, warmi kachun",

nispa.

Ilut'aq, ruraq

kamasqayki,

churasqayki

qasilla qispilla kawsamusaq

Maypin kanki?

Hawapichu?

Ukhupichu?

Phuyupichu?

Llanthupichu?

Uyariway!

Hay niway!

Iniway!

Imay pachakama,

hayk'ay pachakama

kawsachiway

marq'ariway

hat'alliway

kay qusqaytari chaskiway

maypis kaspapis

Wiraquchaya. 